# コセ＝ダンジュー
コセ＝ダンジュー （Cossé-d'Anjou）は、フランス、ペイ・ド・ラ・ロワール地域圏、メーヌ＝エ＝ロワール県のかつて存在したコミューン。

## 地理
モージュ地方にあるアンジューのコミューンである。ラ・トゥールランドリーの北に位置する。

## 由来
古くはラテン語でCocaiumまたはCozaiacumと記され、その後Cossay、Cosséとなり、1930年よりCossé-d'Anjouとなった。

## 歴史
普仏戦争中の1870年11月2日、ガス気球のフルトン号がル・グロアルネックという船員に操縦され、土木技師エルネスト・セザンヌを伴い、プロイセンに包囲されているパリのオルレアン駅から飛び立った。345kmの飛行の後、フルトン号はコセ＝ダンジューに到着した。
第一次世界大戦では、18人のコセ＝ダンジュー出身者が戦死した。第二次世界大戦では犠牲者はなかった。
2014年、自治体間連合レジオン・ド・シュミエに加盟するコミューン全てが合併する案が浮上した。2015年7月2日、自治体間連合に加盟する全てのコミューン議会でコミューン・ヌーヴェル（fr、サルコジ政権時代に成立したフランス国家領土改革法によって、合併して誕生したコミューンの名称）創設の合否を採決、2015年12月15日に新たにシュミエ＝アン＝アンジューが誕生することになった。

## 人口統計
| 1962年 | 1968年 | 1975年 | 1982年 | 1990年 | 1999年 | 2006年 | 2012年 |
| ------ | ------ | ------ | ------ | ------ | ------ | ------ | ------ |
| 331    | 305    | 291    | 286    | 360    | 407    | 438    | 434    |

source=1999年までLdh/EHESS/Cassini、2004年以降INSEE